# Touça
Touça ist eine Gemeinde (Freguesia) im portugiesischen Kreis Vila Nova de Foz Côa. In ihr leben 188 Einwohner (Stand 19. April 2021).